# Mr. G. Groen van Prinsterer Stichting
De Mr. G. Groen van Prinsterer Stichting is het wetenschappelijk bureau van de ChristenUnie.
In oktober 2006 ontstond deze stichting door het samengaan van de 'Marnix van St. Aldegonde Stichting', het wetenschappelijk studiecentrum van de Reformatorische Politieke Federatie (RPF) en de 'Groen van Prinsterer Stichting', het wetenschappelijk bureau van het Gereformeerd Politiek Verbond (GPV).
Het Wetenschappelijk Bureau van de ChristenUnie is vernoemd naar 19e-eeuwse staatsman en geschiedkundige Guillaume Groen van Prinsterer. Hij stond aan de basis van een antirevolutionaire opvatting over politiek en geschiedenis. 
Directeur van de stichting is sinds februari 2013 Wouter Beekers (als opvolger van Gert-Jan Segers). Het Bureau geeft een eigen blad uit onder de titel Groen (tot 2017 onder de naam Denkwijzer)

## Doelen
Het Wetenschappelijk bureau heeft zich het volgende ten doel gesteld:
- Het tot verdere ontwikkeling brengen van het christelijk denken over staat en samenleving, met inachtneming van hetgeen daarover in de traditie van het gereformeerd protestantisme naar voren is gebracht.
- Het verrichten van wetenschappelijk onderzoek –primair- ten dienste van de ChristenUnie en zijn vertegenwoordigers in raden, staten, kamers en het Europees Parlement.
- Het stimuleren van bezinning en discussie over de resultaten van dit onderzoek, zowel binnen de ChristenUnie als daarbuiten.